# Polyptyque Hulin de Loo
Le polyptyque Hulin de Loo est un polyptyque attribué au peintre primitif flamand Hans Memling et composé de cinq panneaux qui forment un groupe homogène. Il a été démembré à une époque inconnue. Le panneau central, une Adoration des Mages, est au musée du Prado, les autres en Grande-Bretagne et aux États-Unis : l’Annonciation et le Repos pendant la fuite en Égypte sont à la collection Burrell de Glasgow, la Nativité est à la Birmingham Museum and Art Gallery, la Présentation au temple enfin est à la  National Gallery of Art, Washington DC. Le polyptyque porte le nom de l'historien d'art belge Georges Hulin de Loo,  spécialiste de la peinture flamande qui a formulé l'hypothèse maintenant généralement admise que les panneaux épars faisaient partie d'un ensemble. L'attribution à Memling est vigoureusement contestée par De Vos et en général prudemment remplacée par Le Maître de l'Adoration des mages du Prado,,.

## Description
Il s'agit de cinq panneaux (dont l'un, l’Annonciation, est fragmentaire) qui forment un groupe homogène quant aux dimensions et au style. Ils devaient composer un grand polyptyque démembré par la suite. C'est l'historien belge Georges Hulin de Loo qui a attiré l'attention d'abord sur trois de ces panneaux (l’Annonciation, l’Adoration des mages et la Présentation au temple). Il estimait que ces panneaux avaient été exécutées par Memling dans l'atelier de van der Weyden avant la mort de ce dernier en 1464. Après hésitation, cet avis a été partagé par Friedländer qui a pu ajouter aux trois compartiments indiqués par Hulin de Loo  deux autres panneaux voisins (un Repos pendant la fuite en Égypte et une Nativité. En dépit des grandes réserves de Baldass, l'hypothèse paraît séduisante à Faggin. Il s'agirait alors d'une œuvre de jeunesse de Memling, peinte dans les années 1460-1464. 
Toutefois, cette attribution n'est pas reprise partout. Ainsi, le musée du Prado intitule le panneau central Maestro de la Adoración de los Magos del Prado (Copia de Weyden, Roger van der). De même, la Nativité est attribuée, au British museums and art gallery, au Master of the Prado Adoration of the Magi, avec le commentaire : « précédemment attribué à Memling ». Concernant les deux volants de Glasgow, on lit dans la notice : « two works previously attributed to Hans Memling but recently re-attributed to the Master of the Prado Adoration of the Magi ». C'est donc l'unité de œuvre qui est admise, mais pas l'identité de l'auteur.

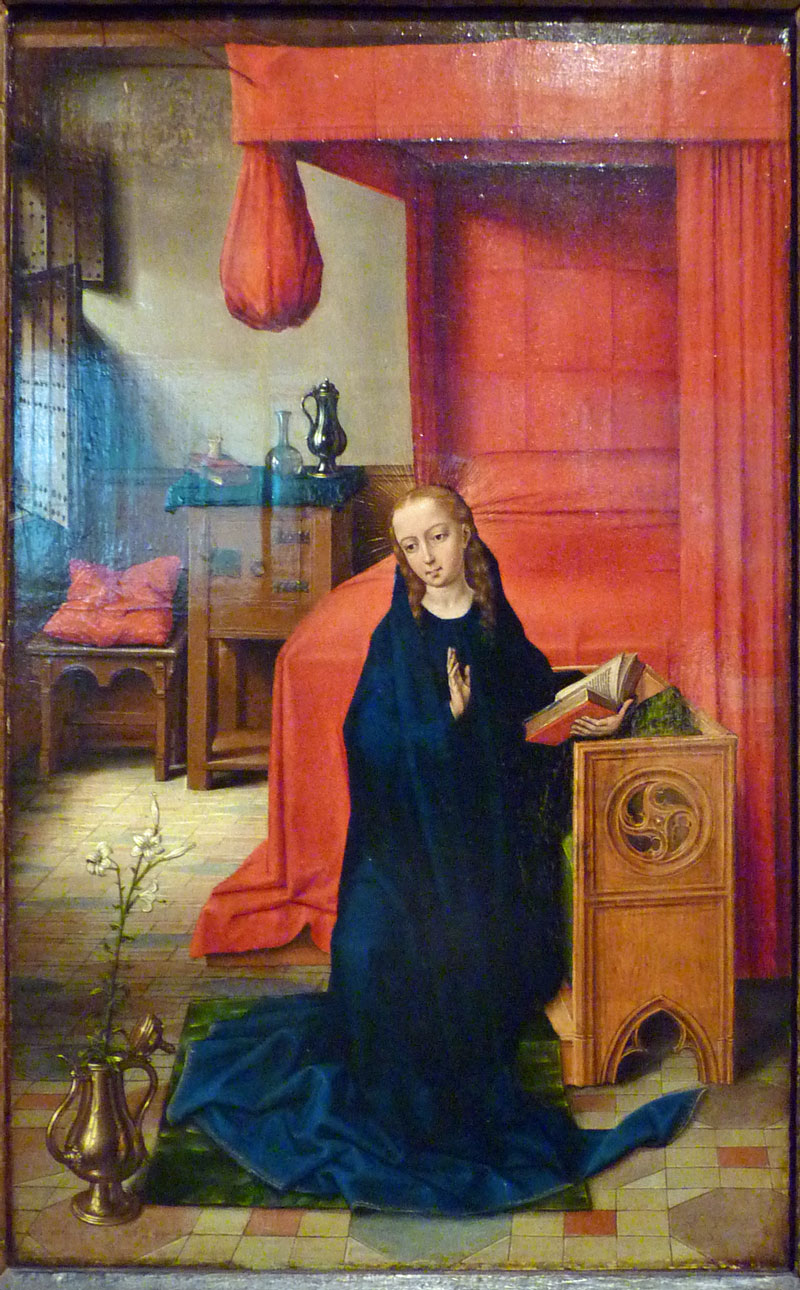
Vierge de l'Annonciation (volet d'extrême gauche).
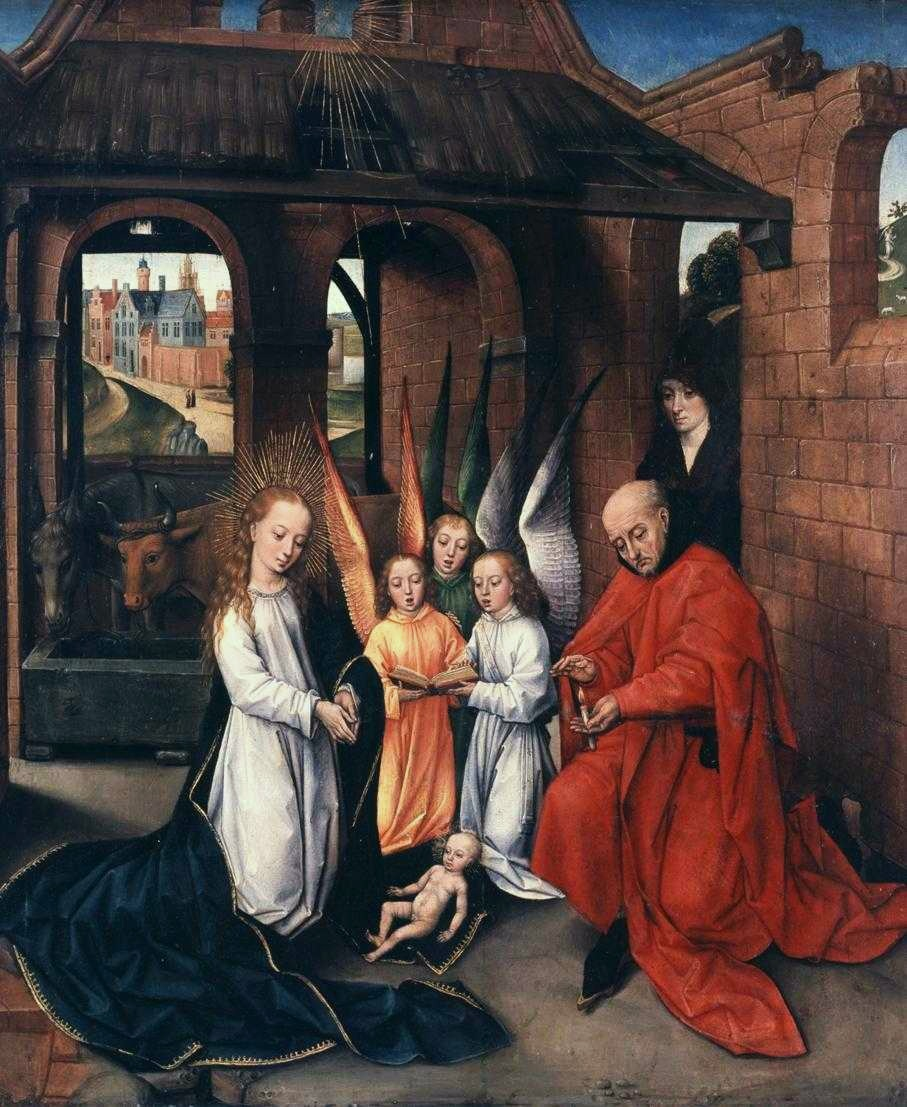
Nativité (volet de gauche).
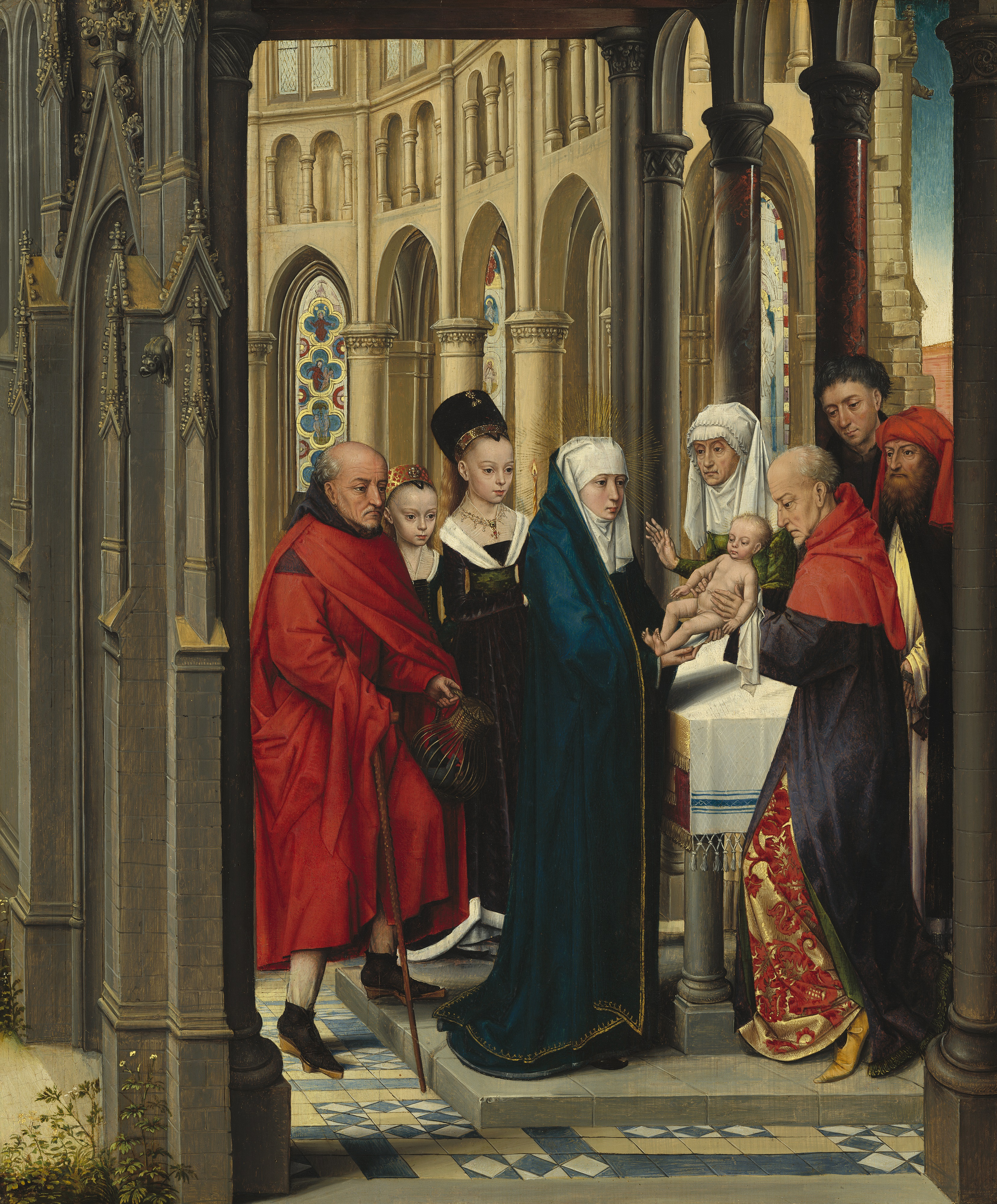
Présentation au temple (volet de droite].
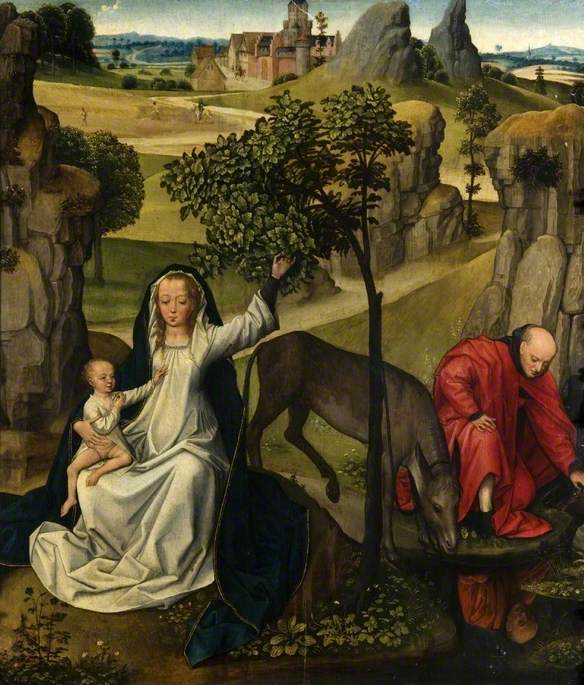
Repos pendant la Fuite en Égypte (volet d'extrême droite).

## Analyse et comparaison

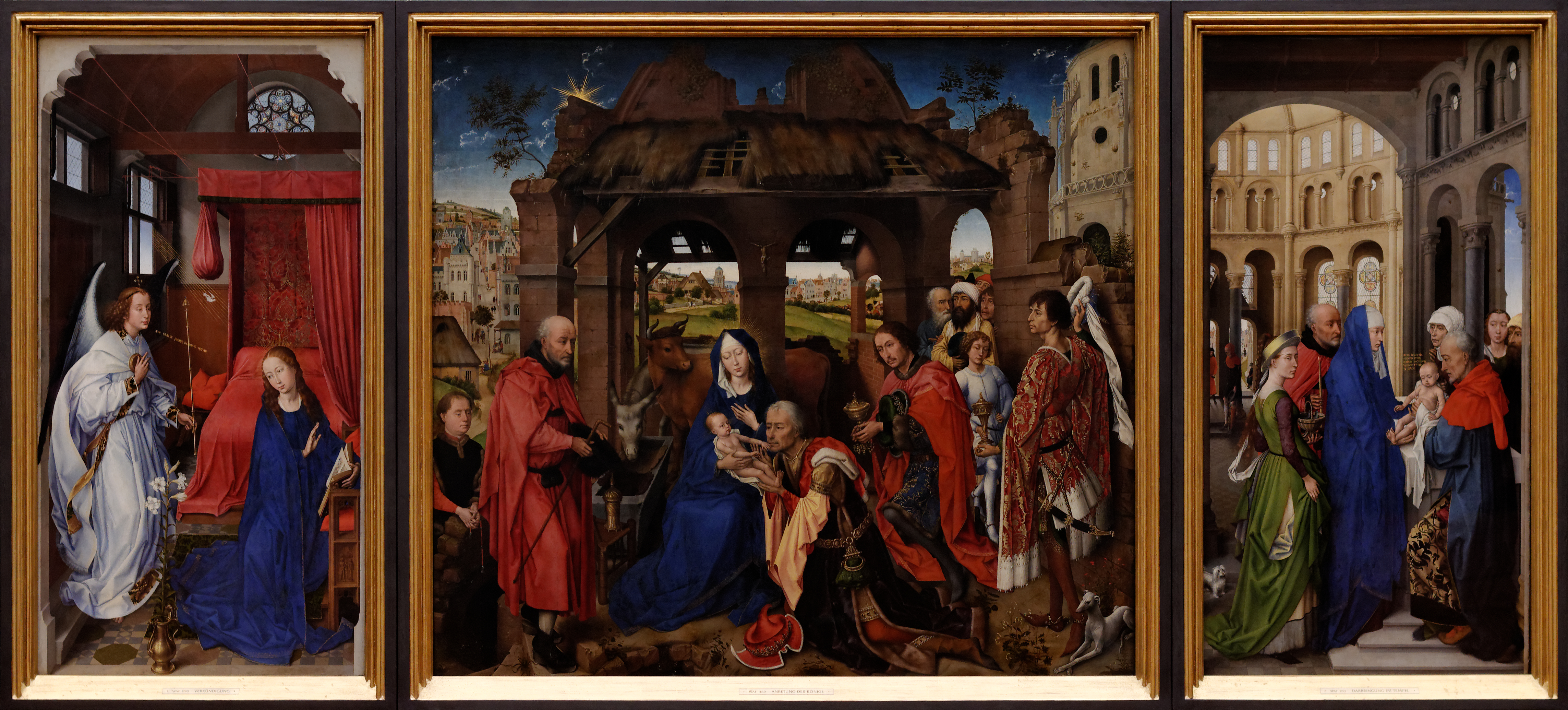
Rogier van der Weyden, « Triptyque de Sainte-Colombe », Alte Pinakothek, Munich.

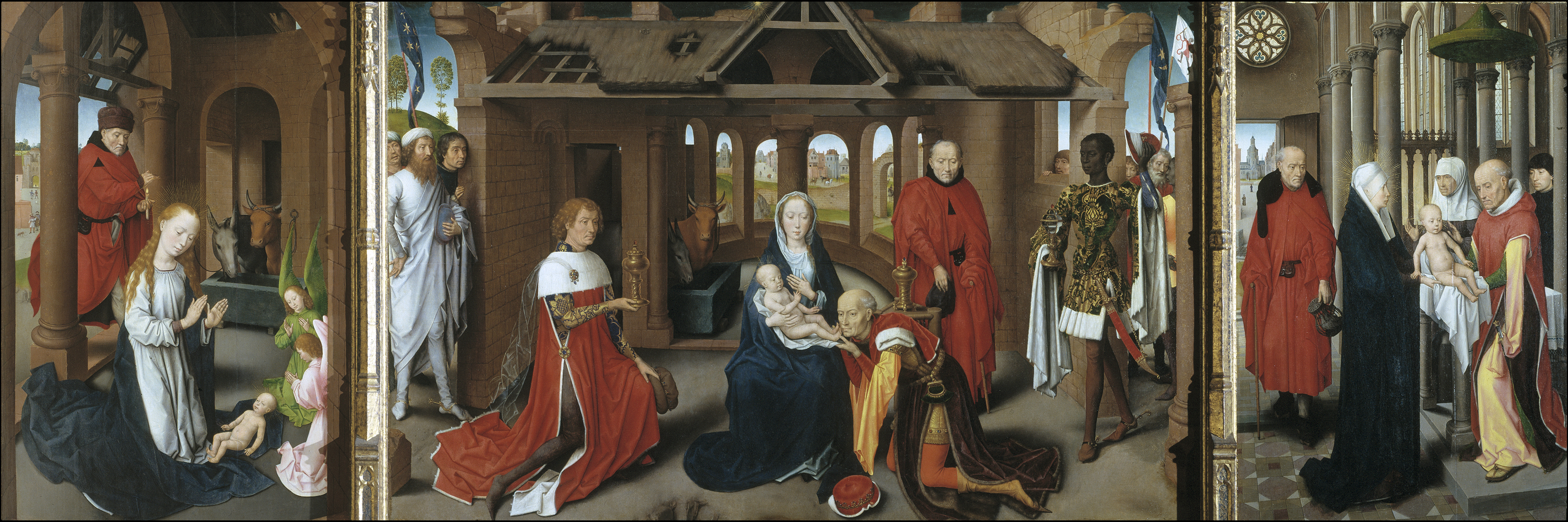
Hans Memling, « Triptyque du Prado », Musée du Prado, Madrid.

Chacun des cinq panneaux peut être comparé à la fois à son équivalent dans le « Triptyque de Sainte-Colombe » de Rogier van der Weyden, et dans le « Triptyque du Prado » de Memling réalisé dix ans plus tard.
L’Adoration des Mages (60 × 55 cm) est manifestement très proche de celle de Rogier van der Weyden. Comme dit la notice de l'œuvre du Prado, c'est une « copie libre » de celle de Rogier van der Weyden. La notice met en doute l'attribution à Memling. Les figures principales : la Vierge, Joseph, les trois Mages, aussi bien que l'étable, sont copiées du « Triptyque de Sainte-Colombe ». Mais on voit déjà la personnalité de Memling dans la distribution de l'espace. Aussi l'enfant se trouve chez Memling dans une position plus confortable. L'élégance et la jeunesse de Balthazar sont remarquables. Le paysage du fond est tout aussi citadin chez l'un comme chez l'autre. Le panneau a été recoupé. La scène revient, sous une forme plus aérée, dans le panneau central du « Triptyque du Prado », daté selon les auteurs de 1470 à 1480.
La Vierge de l'Annonciation (58 × 35 cm), telle qu'elle est conservée, n'est qu'un fragment. La partie gauche du panneau, qui contenait l'archange Gabriel, a été supprimée à une date inconnue. Sur la partie gauche du panneau restant figurait encore la main gauche de l'ange portant un sceptre, mais plus tard ce détail a été caché par un repeint. La ressemblance est frappante, ici aussi, entre ce volet et le volet correspondant du « Triptyque de Sainte-Colombe ».
La Nativité (58,4 × 50,1 cm) est un panneau de facture assez fine, mais est encore assez immature comparé aux œuvres plus tardives de Memling.
La Présentation au temple (59,5 × 48,3 cm) est aussi proche, dans sa composition du volet correspondant du « Triptyque de Sainte-Colombe ». Dans l'iconographie usuelle, les personnages présents sont Marie, Joseph, l'Enfant, le prophète Syméon, et souvent Anne, fille de Phanuel, âgée de quatre-vingt-quatre ans. Ces personnages sont bien représentés. Les personnages secondaires ne sont plus disposés de la même manière, mais l'architecture environnante, la texture et les plis des vêtements, sont très proches, et recréés avec une grande finesse. La dame vêtue de vert du tableau de Weyden a été supprimée, ce qui laisse la place pour présenter l'enfant tout entier. En échange, Memling ajoute deux jeunes personnes au deuxième plan.
Le Repos pendant la fuite en Égypte (57,5 × 50,5 cm) est une des premières représentations, avec des accents idylliques, d'un thème qui, quelques années plus tard, avec Joachim Patenier et son école, connaîtra une grande popularité car il offre la possibilité de mettre en scène de vastes vues de paysage.

## Historique
On ne sait pas quand le polyptyque a été démembré. Chacun des cinq panneaux a sa propre histoire. 
- L’Adoration des Mages provient de l'Escurial. Dans le catalogue, il est répertorié comme copie par Memling d'une œuvre de van der Weyden.
- La Vierge de l'Annonciation se trouvait en 1928 chez le marchand Colnaghi à Londres, passa en suite dans la collection de L. Gow, est mis en vente chez Christie's à Londres en 1937; il devient la propriété du marchand londonien Matthiesen, et finalement est acheté par le musée de Glasgow[5].
- La Nativité n'a été découvert qu'assez récemment. Il se trouvait chez Matthiesen peu avant 1946, il appartenait en 1950 au marchand A. S. Drey de Londres, puis entrait dans la collection Heathcoat-Amory en 1965. En 1973, il en est fait don à la Birmingham Museum and Art Gallery.
- La Présentation au temple était autrefois dans la collection Czernin à Vienne, cataloguée comme œuvre de Rogier van der Weyden. Acquis en 1955 par la collection Samuel H. Kreiss de New York, il en est fait don à la National Gallery of Art  en 1961[7].
- Le Repos pendant la fuite en Égypte est apparu à la vente de la collection T. Schiff à Paris en 1905. Donné à la collection Burrell du musée de Glasgow par Sir William Burrell en 1944.